# Kristen Dalton
Kristen Jeannine Dalton ou Kristen Dalton (Wilmington, 13 de dezembro de 1986) é uma participante de concursos de beleza, sendo a Miss USA 2009.

## Biografia
Kristen é filha de Jeannie Borger que também foi Miss Carolina do Norte em 1982.
Sua irmã mais nova, Julia Dalton, foi Miss Carolina do Norte Teen e se classificou em 3º lugar no concurso teen de 2008. A outra irmã de Kristen, Kenzie Dalton também já competiu em concursos de beleza.
Por essa razão, a família de Kristen, é considerada por muitos, um marco na história do Miss Estados Unidos.
Kristen é formada com honras, em Espanhol e Psicologia na East Carolina University.
Já viajou para a Guatemala e Espanha, onde trabalhou como missionária.
Kristen está ansiosa para viajar para a África do Sul para trabalhar na campanha de AIDS, e também em outros países ao redor do mundo.
Gosta de viajar, falar espanhol, trabalho missionário, teatro musical, modelagem, planejar eventos, conhecer pessoas, dentre outros.

## Concursos de Beleza
Ganhou o concurso Miss Estados Unidos, em 19 de Abril de 2009, realizado em Las Vegas, Nevada. No evento, venceu 50 concorrentes (cada concorrente representando um estado americano). A sua colega de quarto foi a Miss Florida, Anastagia Pierre.
Representou seu país no Miss Universo 2009, que foi realizado no dia 23 de agosto, em Nassau. Kristen acabou ficando na décima colocação do concurso.